# AT&T T-8
AT&T T-8 (ehemals DirecTV-8) ist ein Fernsehsatellit des US-amerikanischen Satellitenbetreibers und Programmanbieters DirecTV.
Er wurde am 22. Mai 2005 an Bord einer Proton-M Briz-M-Rakete vom Weltraumbahnhof Baikonur in Kasachstan ins All befördert. Die erwartete Lebensdauer des von Space Systems/Loral gebauten Satelliten beträgt rund 15 Jahre.

## Empfang
Die in Videoguard verschlüsselten Programme können in den Vereinigten Staaten empfangen werden.
Die Übertragung erfolgt im Ku-Band.